# 第一次帕尼帕特战役
第一次帕尼帕特战役是公元1526年4月21日发生在印度帕尼帕特（在今德里北部，哈里亚纳邦境内）的一场战役。在此次战役中，来自阿富汗的巴卑尔以约1.5万兵力大败德里苏丹国洛迪王朝苏丹易卜拉欣·洛迪的10万大军，苏丹易卜拉欣·洛迪阵亡。巴卑尔随后又占领了德里和阿格拉。4月27日巴卑尔在德里大清真寺的礼拜堂仪式上宣布为印度斯坦皇帝，结束了德里苏丹国在印度的统治，建立了莫卧儿帝国。